# 三闸镇
三闸镇，是中华人民共和国甘肃省张掖市甘州区下辖的一个乡镇级行政单位。

## 行政区划
三闸镇下辖以下地区：
庚名村、三闸村、二闸村、瓦窑村、高寨村、天桥村、韩家墩村、符家堡村、杨家寨村、草原村、新建村和红沙窝村。